# タウファ統悦

タウファ 統悦（タウファ とうえつ、Taufa Toetu'u、1980年10月8日 - ）は、トンガ出身の日本人元ラグビー選手。現在ジャパンラグビーリーグワン花園近鉄ライナーズのアシスタントコーチ兼普及担当を務めている。

## プロフィール
- 2006年に日本国籍を取得し、日本に帰化[1]。
- 5歳からラグビーを始める。
- ポジションはフォワード第3列のナンバーエイト(No8)、フランカー(FL)。
- ニックネームは「トーエ」。
- 弟のタウファタフィアイバハ優もラグビー選手（元近鉄・元豊田自動織機・現釜石シーウェイブス）。
- 同僚からは「日本人以上に日本人らしい魂も持っている」と認められている。(2008年2月17日放送「NNNドキュメントより）
- 2015年8月、日本代表キャップ数は22。

## 経歴
- 2001年、トゥポ高校卒業後、日本大学へ入学。
- 2004年、日本大学4年生時にキャプテンを務める。
- 2005年、近鉄ライナーズに加入。
- 2006年、日本に帰化。
- 2009年4月、地元花園ラグビー場で行われたカザフスタン代表戦で日本代表デビュー[1]。
- 2011年、ラグビーワールドカップ2011の日本代表に追加招集された。
- 2018年、現役を引退し、近鉄で普及担当を務める傍ら、大阪学院大学ラグビー部のコーチに就任[1]。
- 2019年、日本でのワールドカップ期間中のトンガ代表のリエゾン（通訳兼マネージャー）に就任[1]。8月3日に花園で行われたパシフィック・ネイションズカップ・対日本代表戦では、地元日本からのスポンサーの申し出やNTTドコモから洗濯機の貸し出しを受けたことなどについて、「来日してからの1週間は、本当に日本に助けてもらった」と述べた[2]。

## 代表歴
- 学生日本代表
- U23日本代表
- 関西代表
- 日本代表